# Дъглас Моусън
Сър Дъглас Моусън (на английски: Douglas Mawson) е австралийски геолог, изследовател на Антарктида.

## Произход и образование (1882 – 1908)
Роден е на 5 май 1882 година в Шипли, община Брадфорд, графство Западен Йоркшър, Англия. Още като съвсем малък семейството му се премества в Австралия, където Моусън завършва училище, през 1904 – Геоложкия факултет на университета в Сидни със степен бакалавър.
Като студент участва в геоложка експедиция на Новохебридските о-ви. На основата на събраните от него обширни материали подготвя и публикува няколко статии, с което привлича вниманието на научната общественост в Австралия.
След дипломирането си е поканен да чете лекции по минералогия и петрография в университета в Аделаида, като доцент, а след това и като професор.

## Експедиционна дейност (1908 – 1931)

### Участие в експедицията на Ърнест Шакълтън (1908 – 1909)
През 1907 г. Моусън си взема годишен отпуск от университета, за да участва като геофизик в експедицията на Ърнест Шакълтън към Южния полюс. През януари 1908 г. експедиционния кораб „Нимрод“ вдига котва и се отправя към Антарктида – остров Рос. Там Шакълтън разделя експедицията на няколко отряда, които поемат в различни посоки от базовия лагер.
Моусън е разпределен в отряда на Томас Уилям Еджуърт Дейвид, заедно с когото на 10 март 1908 г. първи изкачват вулкана Еребус. Моусън установява височината му (3794 м, по други данни 4075 м) и наличието на четири, а не на три кратера, както се е считало по-рано. Определя неговите геоложки особености – огромно струпване на едри кристали от полеви шпат и наличието на ледени фумароли. Провежда метеорологични и геомагнитни наблюдения, на основата на които идва до извода че Южният магнитен полюс се намира на 40 км повече във вътрешността на континента, отколкото са показали измерванията на Робърт Скот (72°25′ ю. ш. 155°16′ и. д. / 72.416667° ю. ш. 155.266667° и. д., на 2213 м надморска височина).
В началото на октомври 1908 г., отново заедно с Т. У. Е. Дейвид и лекаря Алистър Маккей, се отправя на поход към Южния магнитен полюс, който продължава 122 дни и го достигат на 16 януари 1909 г. Пътешествениците изминават над 2000 км по ледената пустош, теглейки след себе си тежко натоварени шейни. През цялото пътуване Моусън извършва топографска снимка на местността, метеорологични наблюдения и глациоложки изследвания.

### Антарктическа експедиция (1911 – 1914)
Веднага след завръщането си от Антарктида Моусън започва подготовка и организация на нова експедиция към ледения континент, този път ръководена от него. Съгласно съставения план предстояло да се изследва голяма част от неизследваното крайбрежие на Антарктида, остров Макуори и да се проведат океанографски изследвания в акваторията на океана между Австралия и Антарктида. Предвидено било три отряда да бъдат разположени на различни места по крайбрежието на разстояние над 1000 мили един от друг и да провеждат самостоятелни походи. Един от отрядите ръководи сам Моусън, а другите два Франсис Уайлд и Дж. Ейнсуърт. За първи път в антарктически изследвания било предвидено да се използва радиовръзка.
На 2 декември 1911 г., на кораба „Аврора“ (600 т, 31 души екипаж) с капитан Джон Кинг Дейвис, експедицията напуска Австралия и се отправя на юг. През януари 1912 на Земя Адели, на брега на открития от него на 8 януари залив Комонуелт, отрядът на Моусън създава база на нос Денисън (67°00′ ю. ш. 142°41′ и. д. / 67° ю. ш. 142.683333° и. д.), в която остават да зимуват 18 души, и от която са предприети походи за изследване на континента на запад и изток. Акваторията около Земя Адели Моусън нарича море Д'Юрвил.
От 10 ноември 1912 до 8 февруари 1913 г., заедно с швейцарския лекар Ксавиер Мерц и английския лейтенант Белгрейв Нинис, Моусън провежда поход и открива и изследва Бряг Джордж V (142° – 156º и.д.) с ледниците Мерц (10 декември, 67°20′ ю. ш. 145°00′ и. д. / 67.333333° ю. ш. 145° и. д.) и Нинис (10 декември, 67°20′ ю. ш. 147°00′ и. д. / 67.333333° ю. ш. 147° и. д.), залива Бъкли (68°25′ ю. ш. 148°30′ и. д. / 68.416667° ю. ш. 148.5° и. д.) и шелфовия ледник Кук (68°40′ ю. ш. 152°30′ и. д. / 68.666667° ю. ш. 152.5° и. д.). Походът завършва трагично за двамата му спътници. На 14 декември 1912 на 504-тия км от базата Нинис загива, като пропада в дълбока пукнатина в леда. Заедно с него в пукнатината пропада и почти целия хранителен запас на групата и двамата му другари тръгват обратно. На обратния път на 7 януари 1913 г., след като са изядени всички кучета и остават съвсем малко хранителни припаси, умира и Мерц. Изнемогвайки от умора, болния Моусън сам продължава движението си през ледената пустош, като няколко пъти благополучно се измъква от ледените пукнатини. Почти умирайки от глад, в края на януари се натъква на склад, в който спасителния отряд е оставил хранителни продукти. След като се подкрепя и отдъхва, Моусън е принуден цяла седмица да престои в една ледена пещера поради жестоката виелица разразила се по това време. На 8 февруари 1913 благополучно се завръща в базата.
Резултатите на експедицията са големи. Метеорологичните наблюдения в различни точки на Антарктида дават ценни сведения за характеристиката на климата на континента и влиянието му върху климата на Австралия. Океанографските изследвания проведени от експедицията обогатяват науката с нови данни за формирането и динамиката на морския лед. Трудовете на експедицията са издадени в 22 тома, а Моусън е награден с учредителен медал на Британското кралско географско дружество и златни медали от Американското и Френското географски дружества. Шумен успех предизвиква и издадената от него книга, в която описва драматичните си преживявания.

### Антарктическа експедиция БАНЗАРЕ (1929 – 1931)
През 1929 г. Моусън възглавява нова смесена британско-новозеланско-австралийска експедиция към Антарктида – съкратено БАНЗАРЕ, на кораба „Дискавъри“, с капитан Джон Дейвис.
Добре оборудвания кораб през октомври 1929 г. отплава от Кейптаун и в началото на април 1930 г. акостира в Аделаида. В началото на януари 1930 г. са извършени няколко полета със самолет и е изследвана и картирана значителна част от крайбрежието на Антарктида между 59° 40` и 73° и.д., която Моусън нарича Земя Макробъртсън. Там са открити остров Прокламейшън (13 януари, 65°50′ ю. ш. 53°40′ и. д. / 65.833333° ю. ш. 53.666667° и. д.), планините Скот (13 януари, 50º – 52º и.д.), връх Масон (67°50′ ю. ш. 62°45′ и. д. / 67.833333° ю. ш. 62.75° и. д.). Цялата Земя Макробъртсън Моусън разделя на два бряга: Моусън (59º 40` – 67º и.д.) и Кемп (56º – 59º 40` и.д.). Резултатът от плаването е, че доказва, че отделните части от Антарктида са съединени помежду си и образуват цялостен континент.
През ноември 1930 г. „Дискавъри“ отново се отправя към Антарктида, този път от Тасмания. В програмата на експедицията са включени този път главно географски дейности: описание и картиране на брега на Антарктида между Земя Адели и Земя Ендърби. Членовете на експедицията провеждат геоложки и глациоложки изследвания, събират ценни данни по метеорология и аерология. Получават важни научни данни за състоянието и разпределението на планктона във водите на Тихия и Индийския океан.
Второто плаване на „Дискавъри“ започва на 4 януари 1931 г. с капитан К. Маккензи и достигат ледения континент на 160° и.д. Участъка от там до 142° и.д. Моусън нарича Бряг Джордж V и на 5 януари го обявява за притежание на Великобритания. От там корабът се отправя на запад, като ту се приближава до континента, ту отплава в открито море. Със самолет в средата на януари са открити и изследвани части от крайбрежието между 130° и 122° и.д., който бряг е наречен Бряг БАНЗАРЕ (122º – 129º и.д.). Експедицията установява, че бреговата линия на Антарктида, открита от мореплавателите на ХІХ век – бреговете Сабрина и Нокс се намират на 100 км по-на юг, а площта на шелфовия ледник Шакълтън, открит през 1912 г., се е намалила. В този район, в края на януари, Моусън открива остров Боумън (65°12′ ю. ш. 103°00′ и. д. / 65.2° ю. ш. 103° и. д.), напомнящ по форма на осморка. Още по-на запад корабът е възпрепятстван от ледове и лошо време и не успява да се доближи до брега. На 9 февруари е открита и частично картирана Земя принцеса Елизабет (73º – 88º и.д.), а на 11 февруари залива Маккензи (68°00′ ю. ш. 71°00′ и. д. / 68° ю. ш. 71° и. д.) с входните носове Дарнли и Еймъри. В свободно от ледове водно пространство „Дискавъри“ продължава на запад и на юг от брега е открита планината Фрамнес (1550 м, 68°00′ ю. ш. 62°30′ и. д. / 68° ю. ш. 62.5° и. д.), а на 67°23′ ю. ш. 61°00′ и. д. / 67.383333° ю. ш. 61° и. д. о-вите Колбек. На 19 февруари, на 57° и.д. корабът завива на север и през март се прибира в Австралия.

## Следващи години (1931 – 1958)
След завръщането си от последната си експедиция Моусън продължава педагогическата и научна дейност в университета в Аделаида. През 1952 г. на 70-годишна възраст се пенсионира, но продължава да проявява жив интерес към всичко касаещо антарктическите изследвания.
Умира на 14 октомври 1958 г. в Аделаида на 76-годишна възраст.

## Памет
Неговото име носят:
- Бряг Моусън (67°40′ ю. ш. 63°30′ и. д. / 67.666667° ю. ш. 63.5° и. д.) в Антарктида, Земя Макробъртсън;
- връх Моусън (42°41′ ю. ш. 146°35′ и. д. / 42.683333° ю. ш. 146.583333° и. д., 1320 м) в южната част на остров Тасмания;
- вулкан Моусън (53°06′ ю. ш. 73°31′ и. д. / 53.1° ю. ш. 73.516667° и. д., 2745 м) на остров Хърд, в Индийския океан;
- ледник Моусън (76°20′ ю. ш. 161°00′ и. д. / 76.333333° ю. ш. 161° и. д.) в Антарктида, Земя Виктория;
- море Моусън (64° ю. ш. 105° и. д. / 64° ю. ш. 105° и. д.) в южната част на Индийския океан, край брега на Антарктида;
- леден обрив Моусън (74°08′ ю. ш. 69°00′ и. д. / 74.133333° ю. ш. 69° и. д.) в Антарктида, Земя принцеса Елизабет;
- полуостров Моусън (68°35′ ю. ш. 154°11′ и. д. / 68.583333° ю. ш. 154.183333° и. д.) в Антарктида, Бряг Джордж V;
- полярна станция Моусън (67°36′ ю. ш. 62°52′ и. д. / 67.6° ю. ш. 62.866667° и. д.), австралийска полярна станция в Антарктида, Бряг Моусън.

## Съчинения
- „The home of the blizzard...“ (v. 1 – 2, 1915);
- "The Antarctic cruise of the „Discovery“ 1929 – 30", The Geogr. Review, 1930;
- „The B.A.N.Z. Antarctic Research Expedition 1929 – 31“, The Geogr. Lourn., 1932.